# Пакор I (цар Парфії)
Пакор I — цар Парфії від 51 до 38 року до н. е. Був представником династії Аршакідів, сином Орода II. Був співправителем свого батька в західних районах Парфії, де вів війни з римлянами.

## Життєпис
Пакор вперше згадується 51 року до н. е. на чолі парфянської армії під час її вторгнення до римської провінції Сирія. В той час Пакор був молодим і недосвідченим, й командувати військами йому допомагав Осак, більш загартований у бойових діях воїн. Сили Пакора складались з великого загону парфянської кінноти та значного контингенту союзників, частина з яких, можливо, були арабами. Повідомлялось також, що Артавазд, цар Вірменії й шурин Пакора, мав намір напасти на Каппадокію. З боку римлян парфянам мали протистояти щойно призначені на ті посади проконсул Кілікії Цицерон і намісник Сирії Бібул. Однак останній до початку військових дій перебував ще в дорозі з Рима до Сирії й обороною провінції був змушений займатись Гай Кассій Лонгін, квестор у війську Красса, який врятував рештки римської армії після розгрому у битві при Каррах.
Всупереч очікуванням римлян парфяни вдались не до завойовницьких дій, а лише здійснювали швидкі кінні рейди, метою яких був грабіж і руйнування ворожої матеріальної бази. Саме тому парфяни під керівництвом Пакора завдали удару не по Каппадокії, а по заможній області навколо Антіохії. Потім парфяни рушили далі до Антигонеї (місце її розташування не встановлено), де безуспішно намагались вирубати ліси, що ускладнювали рух кінноти. Коли ж Кассій влаштував засідку вздовж дороги, якою парфяни рухались з Антигонеї, він застосував саме парфянську тактику: удався до хибного відступу з невеликим загоном солдат, а потім повернувся з усім своїм військом, щоб оточити дезорганізованих переслідувачів. Невдовзі після тієї битви Бібул, який нещодавно прибув до Сирії, вступив до Антіохії.
Намісник Бібул вирішив, що на трон слід посадити Пакора замість його батька. Таким чином війська, що призначались для боротьби проти римлян, мали бути використані проти самого правителя Парфії. Однак Ород довідався про те й відкликав армію. Пакору зберегли життя, а згодом навіть повернули верховне командування, причому він виявив себе одним з найбільш талановитих полководців, яких будь-коли мала Парфія.
Після початку громадянської війни в Римі та вбивства Цезаря парфянські загони брали участь у битві при Філіппах на боці республіканців. Це свідчить про те, що парфяни втручались до римських справ, прагнучи використати в своїх інтересах боротьбу,що почалась у Римі.
Римсько-парфянські відносити різко загострились із появою на Сході Марка Антонія, який вважав себе спадкоємцем Цезаря й виконавцем його нереалізованих планів. Пакор, бажаючи перехопити ініціативу з рук Антонія, знову виступив у похід проти римлян. Навесні 40 року до н. е. парфянська армія спільно з римлянином Лабієном, на боці якого виступали численні римські сили, перетнула Євфрат і вторглась до Сирії. Їхній напад на Апамею завершився невдало, втім малі гарнізони на прилеглій території вони легко зуміли залучити на свій бік. У вирішальній	 битві намісник Децидій Сакса був розбитий завдяки чисельній перевазі та бойовим якостям парфянської кавалерії. Таким чином парфяни без проблем заволоділи Апамеєю.
Після цього Лабієн і Пакор розділили свої війська, причому римлянин повернув на північ у погоню за Саксою, а парфянин — на південь, до Сирії й Палестини. Перед силами Пакора капітулювала вся Сирія, за винятком Тіра, проти якого Пакор, не маючи флоту, виявився безсилим. У деяких містах, таких як Сідон і Птолемаїда (Акра), його приймали з пошаною. В Юдеї парфяни повалили царя й первосвященика Гіркана та призначили його наступником племінника Антигона.
Практично всі азійська володіння Риму відтоді зосередились у руках Парфії або ж опинились під серйозною загрозою з її боку. Антоній хоч і знав про ту ситуацію, але не вдався до рішучих дій під час своєї подорожі вверх сирійським узбережжям дорогою з Єгипту до Греції, оскільки війна в Італії тривала і його присутність там була конче необхідною.
39 року до н. е. Антоній достатньо контролював ситуацію в Римі, щоб розпочати нову кампанію проти парфян. Ще 40 року до н. е. він завчасно відрядив до Азії Публія Вентідія Басса, й той застав зненацька Лабієна, який мав лише невеликий загін місцевих військ, оскільки його парфянські союзники в той час були відсутніми. Лабієн, який міг вступити в битву, був змушений тікати до Сирії, де, по суті, опинився у глухому куті. І римляни, і загони Лабієна очікували на підкріплення. Обидві сторони отримали допомогу одночасно, але Вентідій вчинив мудро, залишившись у своєму таборі на височині, де парфянські ваершники не могли діяти ефективно. Надто самовпевнені через свої минулі успіхи парфяни пішли в наступ, не вважаючи за необхідне об’єднатись із силами Лабієна, й атакували схил пагорба, на якому на них очікували римляни. Легіони зустріли їх стрімким кидком. Вцілілі в тій битві парфяни відступили до Кілікії, навіть не спробувавши з’єднатись із Лабієном, який спробував утекти із настанням ночі. Про його плани стало відомо противнику, тому багато з його загонів були знищені, потрапивши у засідку, а решта перейшли на бік римлян. Сам Лабієн утік, але невдовзі був взятий у полон і страчений.
Наприкінці 39 року до н. е. Пакор пішов з Сирії, яку відтоді зайняв Вентідій. Війна спорадично тривала у багатьох місцях. Арад чинив спротив упродовж тривалого часу, а Вентідій на деякий час розташувався табором поблизу з Єрусалимом, хоч і не став штурмувати місто. Коли він ішов, то залишив поряд загін, а сам повернув на північ, щоб завдати удару по тим містам, які все ще перебували на боці парфян.
На початку весни 38 року до н. е. Пакор зібрав усю свою армію та знову вторгся до Сирії. Ситуація могла призвести до загального повстання, оскільки багато римських намісників пригнічували підкорені народи, натомість парфянська адміністрація за Пакора, очевидно, мала популярність. Натомість Вентідій хитрощами примусив Пакора до потрібних римлянам дій і встиг підготуватись до битви. В результаті невдалої атаки на табір римлян парфянське військо було вщент розбито, а сам Пакор був убитий.